# Komuna e Shishtaveci
Komuna e Shishtaveci är en kommun i Albanien.   Den ligger i prefekturen Qarku i Kukësit, i den norra delen av landet, 100 km nordost om huvudstaden Tirana.
Omgivningarna runt Komuna e Shishtaveci är en mosaik av jordbruksmark och naturlig växtlighet.  Runt Komuna e Shishtaveci är det ganska tätbefolkat, med 207 invånare per kvadratkilometer.